# オーレ!
『オーレ! 』は、能田達規によるサッカー漫画。『週刊コミックバンチ』（新潮社）連載。全5巻。

## 概要
舞台は千葉県内房地区にある上総市（架空の地名で、木更津市、君津市、富津市など周辺市町が広域合併して誕生）で、そこに本拠地を置く弱小クラブ、上総オーレの有様を描いたものである。主人公は同クラブ へ出向を命じられた若手公務員の中島順治。

### ORANGEとの比較
作者は前作のサッカー漫画『ORANGE』にて一定の評価を得ており、その時の舞台も愛媛県南予地方の地方都市にある弱小クラブを描いたものであったが、視点は全く異なる。『ORANGE』は少年誌であることもあって、どちらかというと弱小クラブを救うべくやってきた少年、若松ムサシとその仲間らが繰り広げる物語であり、ヒーロー、若松ムサシを主体としてサッカーシーンを描いたものであった。対して『オーレ!』は、『ORANGE』では都合良く展開していたサッカークラブの運営に視点を置いたものであり、そこに渦巻く自治体、出資企業、運営サイド、選手サイド、クラブを支えるサポーターの感情や思惑がピックアップされており、大人向けのヒューマンドラマとして描かれているのが最大の特徴である。また、全く考えや思想の異なる中島とオーレのボランティアスタッフから正社員になった吉見祥子との対立も見所となっている。

## Nリーグ
Jリーグに非常に似たリーグでN1とN2の2部リーグ制であり、下位にはAFL（JFLのようなもの）も存在する。N1とN2は2チームが自動入れ替え、1チームが入れ替え戦の昇降格制。N2は全22チーム、N2の22位とAFLも1位は自動入れ替え、N2の21位とAFLの2位は入れ替え戦がある。『ORANGE』では秋春制を描いていたが、本作では春秋制を描き、実在のJリーグに合わせている。なお、作品の中では中島がチームに加入した年は「200x年」などと表記されている。
また、主人公が市役所を辞めてから12年後を描いた最終回では「2019年」と表記されている。

## 主なNリーグのクラブ
ライバルのN2クラブのほとんどは現実のJ2、もしくはJリーグ入りを目指すクラブがモデルとなっており、『ORANGE』に登場したクラブより、より現実に近いもので構成されている。また、各クラブのユニフォームデザイン、サプライヤーも現実のものとほぼ同じである。
上総オーレ
本作品の舞台となる千葉県の架空の都市、上総市をフランチャイズとしたクラブ 。1970年木更津タチバナFCとして活動開始、1995年にNリーグ参入を目指して上総オーレFCが誕生、2002年N2昇格も現在は万年下位クラブ。倒産したゴルフ場の『かずさプリンセスカントリークラブ』のクラブハウスを使用（選手寮もクラブハウス3階にある）、練習場も第8ホールフェアウェイ跡である。チームカラーは弟橘媛の伝説に因んだオレンジ色。マスコットは狸で、童謡『證誠寺の狸囃子』で知られる證誠寺（木更津市に実在する）に因む。サポーターグループは狸狂団。主なスポンサーはアクワク、かずさ銀行など。資本金1億円、年間予算4億円。終盤には上総市に本社を移転した大手鉄鋼メーカー新帝国製鉄がメインスポンサーとなり、2019年にはN1リーグを制し世界クラブ選手権にも出場した。
横浜キングス
N2リーグのトップを走り、元日本代表選手や海外選手などベテラン選手が集結した守備陣よりハマナチオと呼ばれるN2リーグ屈指の守備力をほこる。うみほたるを挟んだ横浜のチーム。モデルは横浜FC。
湘南トライデント
うみほたるを挟んだ湘南のクラブ 。東京湾ダービーのライバルクラブ 。モデルは湘南ベルマーレ。
柏レイソーラ
千葉ダービーのライバルクラブ。モデルは柏レイソル。また、本拠地の日立台(第2巻のおまけ漫画では実際の名前のままの日立台である)の得点表示の電光掲示板の上部にあるスポンサーは実際は"HITACHI"だが、この漫画では"maxwell"となっている。
マウンテン山形
モデルはモンテディオ山形。
草津スパーク
モデルはザスパ草津。
アワーズ徳島
モデルは徳島ヴォルティス。
東京グリーンベル
モデルは東京ヴェルディ。ルイス監督はラモス瑠偉そっくりである。
佐賀ミュートス
モデルはサガン鳥栖。オーレ一行が対戦前夜に宿泊したホテルの名は「さがん」だった。
コルージャ札幌
モデルはコンサドーレ札幌。
ベンガーラ沖縄
モデルはFC琉球。劇中の「琉球那覇スタジアム」は、実際のFC琉球が構想していた「グスク(琉球城)」様式のものに類似している。
鳥取ウイングス
モデルはガイナーレ鳥取。
ポーディス神戸
モデルはヴィッセル神戸。
富山ユナイテッド
特定のモデルは明確にできないがアローズ北陸とYKK APサッカー部を統合（ユナイテッド）したイメージと推測される。連載終了後、実際に両クラブは統合しカターレ富山となった。
ベリー栃木
モデルは栃木SC。
熊本カバロッソ
モデルはロアッソ熊本。
水戸イーリス
モデルは水戸ホーリーホック。
長野スプリングス
モデルはAC長野パルセイロ。
愛媛オレンジ
モデルは愛媛FC。
セントラル岐阜
モデルはFC岐阜。
岡山サンブロス
モデルはファジアーノ岡山。なお、『ORANGE』連載時におけるFリーグ所属クラブと唯一、名称が同一となっている。
メテオル仙台
モデルはベガルタ仙台。
サンガイア宮崎
Nリーグ参入へ向け地元宮崎全県を挙げての強力なバックアップを受けるAFLの強豪。インフラだけでなくN1チームから有力選手を補強するなど万全の体制でオーレとの入れ替え戦に挑んでくる。入れ替え戦第1戦試合前に挨拶した宮崎県知事は東国原英夫がモデル。
このクラブも富山ユナイテッドと同じく明確にモデルを特定できないが、連載終了後に宮崎県にホームグラウンドが置かれているテゲバジャーロ宮崎がJリーグに加入した。
また、この「サンガイア宮崎」は同氏の短編『サッカーの憂鬱　裏方イレブン』の1エピソードに登場するが、その時の設定では既にNリーグ2部に所属している。
浦和レッドスター
N1リーグトップクラスのクラブ、年間予算50億円。モデルは浦和レッズ。
千葉エイゼン
上総市にもっとも近いN1チーム。モデルはジェフユナイテッド千葉。作中で語られる競技場の変更だけで観客が増加した話は、市原臨海競技場からフクダ電子アリーナへの変更の話を基にしたほぼ実話である。

## 登場人物

### 上総オーレ職員
中島順治（28歳、初登場時）
上総市役所職員。大学時代に第二外国語としてドイツ語をとっていたため、上総市からレネの通訳として球団に派遣されている。本人は単なる通訳のつもりだったが企画開発部長として迎えられる。サッカークラブ上総オーレを盛り立てて、すっかり寂れてしまった上総市を振興するのが夢。お役所的な気質があり、頑固な所があるが、実際はかなり夢見がちで机上論をすぐに立てる。そのため、現実的な吉見とよく対立する。後にGMを務め、12年後にはオーレの代表取締役社長になっている。
吉見祥子（23歳、初登場時）
上総オーレのボランティアスタッフから正社員になった敏腕の女性。中島と対称的に現実的、かつ行動的。しかし、上総オーレを盛り上げたいという思惑は一致している。試合のセッティングからホペイロまで八面六臂の活躍を見せる。
木村文明（61歳、初登場時）
上総オーレ代表取締役社長。房総水産の社長であり前社長より依頼を受け上総オーレ社長となる。経理に強く、チームの累積赤字を一掃した。
高須賀幸雄（48歳、初登場時）
上総GM・強化部長
岩根勝（40歳、初登場時）
上総事務局長
吾妻豊（38歳、初登場時）
上総オーレ広報・事務
真田久志（34歳、初登場時）
上総オーレ運営・事務
岡崎信孝（31歳、初登場時）
上総オーレ営業・マーケティング部
広瀬卓（28歳、初登場時）
上総Web広報担当

### 上総オーレメンバー
レネ・ヴォルフガング（35歳、初登場時）
背番号34。ドイツの友好都市（フランクフルト）からやってきた助っ人外人。DF。過去にはブンデスリーガでも活躍した名選手だったが吉見からはキャリア的に終わった選手だと言われた。本人も当初は熱意がなかったが、義母の影響で上総に興味を持つようになり、残りの現役生活をオーレの為に奉げる事を決意する。歴史、文化的なものに造詣を持つ。12年後にはオーレの監督に就任している。
芝田誠二
背番号25。DF。ミスターオーレの異名を持ち、サポーターからの支持も強いベテランだったが、今季限りの戦力外通告を受けている。佐倉コーチとは同い年。
竹内隆一（20歳、初登場時）
背番号18。FW。レッドスターからの1年間の期限付き移籍でオーレに加入した期待のルーキー。子供の頃から神野のファンで、彼がコーチをしていた地元のレッドスタージュニアユースに入部。
塚本道明
背番号20。MF。
岩崎
背番号13。DF。
佐久間
背番号3。DF。
アンドレ
背番号5。DF。ブラジル出身
滝沢
背番号9。FW。
鈴木
背番号21。MF。
石井
背番号10。MF。
糸川
背番号22。MF。
大野信太郎
背番号4。
河田
背番号1。GK。
原田
今節限りの戦力外通告を受けている。
神野泰明（49歳、初登場時）
上総オーレ監督。1957年埼玉県生まれ、元々鋭いドリブルが武器の「カミソリ神野」と呼ばれた名選手でポジションは守備的MF。経歴は埼玉県立富士見沢高校時代には選手権ベスト8、国際東都大学時は関東一部優勝。その後に五菱自動車サッカー部に入部し日本リーグ2回優勝を経験、その間A代表で15試合2得点記録。Nリーグ発足時に浦和レッドスターに名称変更。引退後は浦和レッドスターJrユースコーチを経験コーチ時代には竹内を教えた経験あり、その後にさいたま市立大学監督を経て現上総オーレ監督に就任。現在は単身赴任中、都内に妻と娘が住んでいる。38節富山ユナイテッド戦の終了後、胃潰瘍が原因で吐血をし入院。レネに対してはサッカー観の違いや獲得に至る経緯からか、あまり良く思っていない描写が随所に見られる。13年後はAFLマンサーナ青森の総監督。
佐倉哲也（37歳、初登場時）
上総オーレコーチ。S級監督ライセンス保持者。神野監督入院後に監督代行をつとめる。芝田とは同い年。12年後には坂上と共に下部組織の責任者に就任している。

### 上総オーレサポーター
根岸透（33歳、初登場時）
上総オーレサポーターグループ狸狂団代表。
田村広夫（26歳、初登場時）
上総オーレ市民後援会メンバー。上総駅前商店会青年部。タムラ電器の若旦那。商売人としての才覚からかファンイベントや500円チケットなど先進的な助言を中島に度々提言する。
金田富士雄（27歳、初登場時）
上総オーレ市民後援会メンバー。チカと同じ上総銀行に勤める銀行員。
白石篤史（41歳、初登場時）
上総オーレ市民後援会メンバー。歯科医師。
中条治（43歳、初登場時）
上総オーレ市民後援会メンバー。弁護士。
森下真里（26歳、初登場時）
上総オーレ市民後援会メンバー。美容師。
村岡高志（31歳、初登場時）
上総オーレ市民後援会メンバー。小学校教師。
坂上明
上総オーレ前社長で元監督。元高校教師、定年後上総オーレのプロ化に奔走。教え子に白石や中条がいる。登場時は南房総地方でサッカースクールを開いている。12年後にはオーレに復帰し佐倉と共に下部組織を統括している。
上野正雄（61歳、初登場時）
上総駅前商店会会長。

### 上総オーレスポンサー
橋本明夫
上総オーレスポンサー。株式会社BOWインテリジェンス社長。中島の人間性を見込んで彼を大河原忠臣に紹介する。
玉井
上総オーレスポンサー。房総運輸。
藤井
上総オーレスポンサー。アクワクSC部長。
荒川
上総オーレスポンサー。房総石油課長。
金森
上総オーレスポンサー。かずさ銀行駅前支店長。近年のオーレの低迷ぶりからかネガティブな言動が見受けられた。

### 上総市職員
平尾吉男
上総市長。
土井保一
「市民の声を聞く課」課長。中島の元上司。
山下
中島の「市民の声を聞く課」時代の後輩。
杉浦久（初登場時、44歳）
上総市企画部企画課長。市役所内のサポータークラブの代表で所内では数少ないオーレ支援者。動員計画や将来のスタジアム建設について中島にアドバイスする。

### その他
加藤チカ（25歳、初登場時）
中島の彼女で上総銀行に勤めるOL。本気で結婚を考えるほど中島にはベタ惚れだったが、吉見の登場で雲行きが怪しくなった。かなりのやきもち焼きで、吉見のことがかなり気になっている。安定志向で市役所からオーレに出向した中島の将来性を不安視している。
エミリー・ヴォルフガング
レネの妻。
サチコ・ヴォルフガング
レネの義母。上総出身の日本人。
三城康彦（39歳、初登場時）
日本サッカー界の帝王（キング）と呼ばれる横浜キングスのエース。日本代表としてのゴール数は歴代1位。キングヤスとも呼ばれる。モデルは三浦知良。
大河原忠臣（71歳、初登場時）
世界的な海運会社を取り仕切る地元上総市一の大富豪。自分のポケットマネーからオーレに出資する代わりに中島にある条件をつきつける。後にオーレの強力なパトロンとなる。
堀内裕二
レネの友人でドイツ4部リーグケーニヒシュタインの通訳兼雑用係だったが、中島の情熱に感化されオーレのスタッフになる。
片山ヒロシ
高校卒業後渡独しドイツ4部リーグケーニヒシュタインでプレーする日本人。13年後にはオーレに所属。
早川慎一
坂上のサッカースクールの生徒。16歳でテストを受け、その後入団。数年後にブラジルW杯の日本代表で活躍し、13年後にオーレのキャプテンを務める。

## 上総オーレ戦績
| 試合                          | 対戦相手         | 試合地 | 勝敗 | 結果 |                     |
| ----------------------------- | ---------------- | ------ | ---- | ---- | ------------------- |
| N2第24節（8月5日）            | 湘南トライデント | HOME   | ●    | 不明 |                     |
| N2第25節（8月12日?）          | 不明             | 不明   | 不明 | 不明 |                     |
| N2第26節（8月19日）           | マウンテン山形   | HOME   | ●    | 0-3  |                     |
| N2第27節（8月23日）           | 草津スパーク     | AWAY   | △    | 1-1  |                     |
| N2第28節（8月26日?）          | 不明             | 不明   | 不明 | 不明 | 5勝16敗7分（21位）  |
| N2第29節（9月2日）            | アワーズ徳島     | AWAY   | ●    | 1-3  | 5勝17敗7分（22位）  |
| N2第30節（9月9日）            | 東京グリーンベル | HOME   | ○    | 1-0  | 6勝17敗7分（21位）  |
| N2第31節（9月16日）           | 佐賀ミュートス   | AWAY   | △    | 1-1  | 6勝17敗8分（21位）  |
| N2第32節（9月23日?）          | 不明             | 不明   | 不明 | 不明 |                     |
| N2第33節（9月30日?）          | 不明             | 不明   | 不明 | 不明 |                     |
| N2第34節（10月7日）           | コルージャ札幌   | HOME   | ○    | 2-1  | 8勝18敗8分（20位）  |
| N2第35節（10月14日?）         | ベンガーラ沖縄   | AWAY   | ●    | 0-2  | 8勝19敗8分（20位）  |
| N2第36節（10月21日?）         | 鳥取ウイングス   | HOME   | ●    | 0-1  | 8勝20敗8分（20位）  |
| N2第37節（10月28日?）         | ポーディス神戸   | AWAY   | ●    | 0-2  | 8勝21敗8分（21位）  |
| N2第38節（11月4日?）          | 富山ユナイテッド | HOME   | ●    | 0-1  | 8勝22敗8分（22位）  |
| N2第39節（11月11日）          | 柏レイソーラ     | AWAY   | ●    | 0-2  | 8勝23敗8分（22位）  |
| N2第40節（11月19日）          | ベリー栃木       | HOME   | ○    | 2-0  | 9勝23敗8分（21位）  |
| N2第41節（11月23日）          | 熊本カバロッソ   | AWAY   | △    | 1-1  | 9勝23敗9分（22位）  |
| N2第42節（最終節）（12月2日） | 横浜キングス     | HOME   | ○    | 2-1  | 10勝23敗9分（21位） |
| 入替戦第1節（12月6日）        | サンガイア宮崎   | AWAY   | △    | 0-0  |                     |
| 入替戦第2節（12月9日）        | サンガイア宮崎   | HOME   | ○    | 2-1  |                     |

## 単行本
- 能田達規『オーレ!』新潮社〈バンチコミックス〉（第5巻で完結）
  1. ISBN 978-4-10-771310-0
  2. ISBN 978-4-10-771328-5
  3. ISBN 978-4-10-771343-8
  4. ISBN 978-4-10-771352-0
  5. ISBN 978-4-10-771365-0
- 能田達規『オーレ! ～弱小サッカークラブの挑戦～』実業之日本社〈マンサンコミックス〉（新装版、全3巻）
書き下ろしとなる、『ORANGE』『GET!フジ丸』のキャラが登場するスピンオフ作品を掲載。
  1. ISBN 978-4-40-817494-5
  2. ISBN 978-4-40-817495-2
  3. ISBN 978-4-40-817496-9